# Gian Giorgio Trissino
 (janvier 2023).
Motif : Problème de clarté et de lisibilité de la mise en page.
Gian Giorgio Trissino dit Le Trissin (né le 8 juillet 1478 à Vicence en Vénétie, mort le 8 décembre 1550  à Rome) est un écrivain et poète italien de la Renaissance.

## Biographie
Gian Giorgio Trissino naquit à Vicence, le 8 juillet 1478 : le nom de son père et de ses aïeux est quelquefois écrit Tressino ou Dressino. Paolo Beni a composé une histoire de cette famille ; il la montre déjà illustre, à Vicence, au 12e siècle. Le Trissin n’avait que sept ans lorsqu’il perdit son père, dont le prénom était Gaspard, et il ne paraît pas que sa mère, Cecilia Bevilacqua, née à Vérone, ait pris un grand soin de son éducation littéraire. Il commença tard ses études : ses parents avaient craint que l’application ne compromît la santé d’un fils unique ; c’est ce qu’on lit dans une lettre que Parrasio lui adressa plusieurs années après. Quelques-uns même, et particulièrement Giovanni Imperiali (Mus. histor., p. 43), ont prétendu qu’à vingt-deux ans il n’avait pas encore appris la grammaire latine. Cette assertion a été contredite : Tiraboschi ne la trouve pas rigoureusement réfutée. Quoi qu’il en soit, Trissino eut pour premier maitre un prêtre de Vicence, nommé François de Gragnuola. Il étudia ensuite à Padoue, si nous en croyons Papadopoli, auteur d’une histoire de l’université de cette ville ; mais ce fait aussi a semblé douteux. On s’accorde à dire qu’il répara promptement le temps perdu ; que la littérature ancienne, grecque et latine, lui devint bientôt familière ; qu’il dévorait les livres, et que Démétrios Chalcondyle, dont il suivit les leçons à Milan, admirait la rapidité de ses progrès. Si Lilio Gregorio Giraldi était en même temps, comme on l’assure, l’un des auditeurs de Chalcondyle, les études du Trissin à Milan ne sont à placer qu’en 1507 : il avait alors vingt-sept ans, et il y a dans l’histoire de sa vie quelques autres faits dont les dates sont antérieures à celle-là. Il fit en effet, à l’âge de vingt-deux ans, c’est-à-dire en 1500 ou 1501, un premier voyage à Rome, y passa deux années, et de retour à Vicence, il épousa Giovanna Tiene, que Zeno et Maffei appellent par erreur Giovanna Trissina. L’époque de ce mariage n’est pas bien déterminée : plusieurs biographes indiquent l’année 1504 ; Niceron et Ginguené, 1503 ; Maffei, 1502. Nous savons du moins que Trissino eut de sa première femme deux fils, dont l’un, nommé Francesco, périt fort jeune ; nous parlerons bientôt de l’autre, que distinguait le prénom de Giulio : leur mère ne vécut que jusqu’en 1510. L’année suivante mourut Démétrios Chalcondyle, à qui Trissin fit, par reconnaissance, élever un monument avec une inscription qu’Argelati a transcrite, et qui se lit encore dans une église de Milan. Dès les premières années du pontificat de Léon X, Trissino revint à Rome, où son savoir, ses talents et ses mœurs lui concilièrent l’estime publique. Il avait étudié non-seulement les belles-lettres, mais aussi les sciences mathématiques et physiques, la théorie de tous les beaux-arts et spécialement de l’architecture. Déjà connu par quelques essais poétiques, il devint célèbre, en 1514 ou 1515, par sa tragédie de Sofonisba. On a dit et Voltaire a répété plusieurs fois qu’elle fut représentée en 1514, à Vicence, sur un magnifique théâtre, construit tout exprès pour elle. Ce récit n’est pas invraisemblable, quoiqu’on ait prétendu quelquefois que cette pièce n’avait été achevée qu’en 1515. D’autres disent que le pape Léon en fit donner une représentation solennelle : Voltaire s’est abstenu de rapporter ce fait, qui n’est aucunement prouvé, selon Tiraboschi et Ginguené. Dans une lettre de Rucellai au Trissin, datée du 8 novembre 1515, il est dit que peut-être la Sofonisba sera jouée devant le pape, durant le séjour qu’il doit faire à Florence ; il faut noter pourtant que ces mots ne se trouvent point dans l’une des copies manuscrites de cette épître. Ce qui est avéré, c’est que Trissino eut le bonheur d’inspirer à Léon X une haute idée de ses talents et de ses lumières. Il fut chargé par ce pontife de plusieurs négociations importantes : il remplissait une mission de cette nature à Venise, depuis le mois de septembre 1516 jusqu’au 5 janvier 1517, comme on le voit par des lettres de Bembo. Envoyé pareillement auprès du roi de Danemark Christian II et de l’empereur Maximilien, avant 1519, Trissino s’acquitta si bien de ces fonctions qu’il sut mériter à la fois les bonnes grâces du pontife qui les lui confiait et celles du chef de l’empire. Celui-ci lui accorda le droit de mettre la Toison d’or dans ses armoiries et de prendre le surnom dal Vello d’oro ; c’est ainsi que sont signées deux lettres qu’il a écrites depuis au cardinal Madruzzo, évêque de Trente. Il avait aussi reçu de Maximilien la qualité de chevalier et de comte. Charles Quint, auprès duquel il a rempli de semblables missions après 1519, lui confirma ces titres et ces privilèges. Mais a-t-il été inscrit dans l’ordre des chevaliers de la Toison d’or ? On ne s’accorde pas sur ce point. Manni l’affirme dans le tome 5, p. 137, de ses observations sopra i sigilli ; mais Tiraboschi et, avant lui, Apostolo Zeno l’ont contesté : ils pensent que le surnom Vello d’oro et le titre de chevalier étaient pour le Trissin indépendants l’un de l’autre ; ils observent qu’il ne s’est jamais permis de les réunir et en concluent que la permission de s’en décorer n’a point entraîné son inscription dans cet ordre. Toutefois il avait joint à ses armes les mots grecs τό ζητούμενον ἁλωτόν (qui cherche trouve), empruntés de l’Œdipe roi de Sophocle (v. 110). Léon X étant mort en décembre 1521, Trissino revint à Vicence. En 1523, il prit dans sa propre famille une deuxième épouse, Bianca Trissina, dont il eut bientôt un fils, nommé Ciro, et une fille. Profitant de ses loisirs pour se livrer à ses goûts littéraires, il publia, en 1529, plusieurs écrits relatifs à l’orthographe italienne, à la grammaire, à la poétique. Cependant Clément VII, souverain pontife depuis 1523, réclama ses services et l’envoya, comme avait fait Léon, auprès du gouvernement de Venise et à la cour de Charles Quint. Au couronnement de cet empereur à Bologne, en 1530, le Trissin porta la queue de la robe du pape. Après cette cérémonie, il se hâta de regagner Vicence, d’où il continua néanmoins de faire quelques voyages à Rome. Il jouissait d’une égale considération dans ces deux villes, aussi bien qu’à Venise : partout on le comblait d’honneurs. Quoiqu’il eût perdu, en 1525, le plus intime de ses amis, Giovanni Rucellai, qui lui avait dédié le poème des Abeilles, et auquel il avait lui-même consacré un de ses livres de grammaire, il lui restait d’honorables relations avec plusieurs hommes de lettres, par exemple avec son ancien condisciple Giraldi et, selon Crescimbeni, avec le Vénitien Girolamo Molino. Ce fut vers l’an 1535 qu’il commença de contribuer au développement des talents de l’architecte Andrea Palladio, qui était né en 1518 : il fut sinon son maître, du moins son protecteur, son ami et quelquefois son guide ; il le mena plusieurs fois à Rome. On dit plus : on raconte qu’il lui enseigna les premières règles de l’architecture, qu’il lui expliqua Vitruve, qu’il lui donna le nom même de Palladio, et qu’il lui fournit les dessins du palais de la villa Cricoli ; mais ces faits et surtout les deux derniers ont été contestés. Cette maison de campagne de Cricoli appartenait au Trissin : de là est datée l’une des deux lettres qu’il a écrites, en 1538, au duc de Ferrare, Hercule II, et qui montrent à quel point il avait gagné l’estime et la confiance de ce prince. Depuis longtemps il prospérait : les pertes qu’il avait essuyées pendant huit ans de guerre, avant 1513, étaient amplement réparées par les bienfaits des papes et des empereurs ; il en convient dans une lettre à son ancien précepteur, François de Gragnuola ; mais la fortune réservait quelques chagrins à sa vieillesse. D’abord il eut à soutenir un long et pénible procès contre des communes qui dépendaient de lui ; ensuite il lui fallut plaider avec son propre fils, ce Giulio, né du premier mariage et qui était devenu archiprêtre de la Cathédrale de Vicence. Le tendre attachement du Trissin à sa seconde femme et sa prédilection pour le fils, Ciro, qu’elle lui avait donné excitèrent la jalousie de Giulio, qui, brouillé bientôt avec la belle-mère, ne tarda point à l’être avec le père même : il réclama l’héritage de sa mère Giovanna Tiene, revendiqua la plus grande partie des biens de la famille et jusqu’à la villa Cricoli. Irrité de ces prétentions, Trissino résolut de s’éloigner du fils ingrat qui les élevait ; il quitta Vicence pour se retirer à Murano, île de la lagune de Venise, et y travailler plus tranquillement au poème de l’Italia liberata da Gotti, qu’il avait entrepris depuis 1525. Mais une autre affliction lui survint : il perdit, en 1540, sa deuxième épouse, Bianca Trissina. Ce malheur lui fit prendre la résolution de retourner à Rome, où Ciro, son jeune fils, l’accompagna. L’étude seule pouvant le consoler, il reprit dans cette ville ses travaux littéraires et s’y livra avec tant d’ardeur qu’en 1547 il publia, outre sa comédie des Simillimi ou des Ménechmes, les premiers chants de son grand poème ; les autres parurent l’année suivante. Cependant l’archiprêtre Giulio poursuivait le procès d’autant plus vivement qu’il se sentait, d’une part, menacé d’une exhérédation totale, et de l’autre, soutenu par les intrigues et le crédit de la plupart des membres de sa famille maternelle. Le Trissin se vit obligé de se transporter à Venise en 1548, et à cause de la goutte qui le tourmentait, il ne put faire ce triste voyage qu’en litière. Avant le jugement définitif, il voulut aller à Vicence et y trouva Giulio usant de l’autorisation qu’on lui avait donnée de faire saisir tous les biens en litige. Il restait au père fort peu d’espoir d’en recouvrer jamais la possession ; car le fils ne gardait plus de ménagements depuis qu’il savait qu’en effet le Trissin, annulant un premier testament, en avait signé un autre, où il léguait tous ses biens à Ciro et aux enfants de Ciro, après lesquels, s’ils venaient à manquer, la maison de Cricoli passerait à la république et les autres propriétés seraient partagées entre les procurateurs de Saint-Marc. La cause fut jugée enfin, et Trissino père dépouillé de la meilleure partie de ce qu’il avait possédé. Pour la dernière fois, il quitta Venise et Vicence, après avoir composé huit vers latins, où il se plaignait de la dureté de son fils et de l’iniquité de ses juges. Le fond de l’affaire n’est point assez expliqué dans les monuments et dans les livres pour que nous sachions si le second de ces reproches était fondé ; le premier le serait en toute hypothèse. Réfugié à Rome en 1549, le Trissin y mourut l’année suivante. Succombant à son infortune, il termina carrière au commencement de décembre 1550, âgé de 71 ans. On l’inhuma dans l’église Sant'Agata dei Goti, près de Janus Lascaris. Il existe une relation fort détaillée de sa mort et de ses obsèques, par Carlo Tiene, dont la sœur avait épousé Ciro. Une inscription en l’honneur du poète se lit dans l’église San Lorenzo de Vicence : elle y a été placée, en 1615, par son petit-fils Pompée Trissino : ses fonctions diplomatiques et ses qualités honorifiques y sont retracées beaucoup plus que ses titres littéraires. Il y est dit qu’il a été décoré, pour lui et pour ses descendants, aurei velleris insignibus et comitis dignitate, et que les plus illustres princes avaient aspiré à l’honneur qu’il obtint de porter la queue du manteau pontifical au couronnement de Charles Quint. On ne sait par quelle étrange méprise Voltaire et, d’après lui, Chamfort et Chénier l’ont fait prélat, nonce, archevêque de Bénévent. C’était peut-être afin de lui trouver un rapport de plus avec le cardinal Bibbiena, qui a composé en Italie la première comédie dans le goût classique, comme Trissino la première tragédie régulière.

## Œuvres

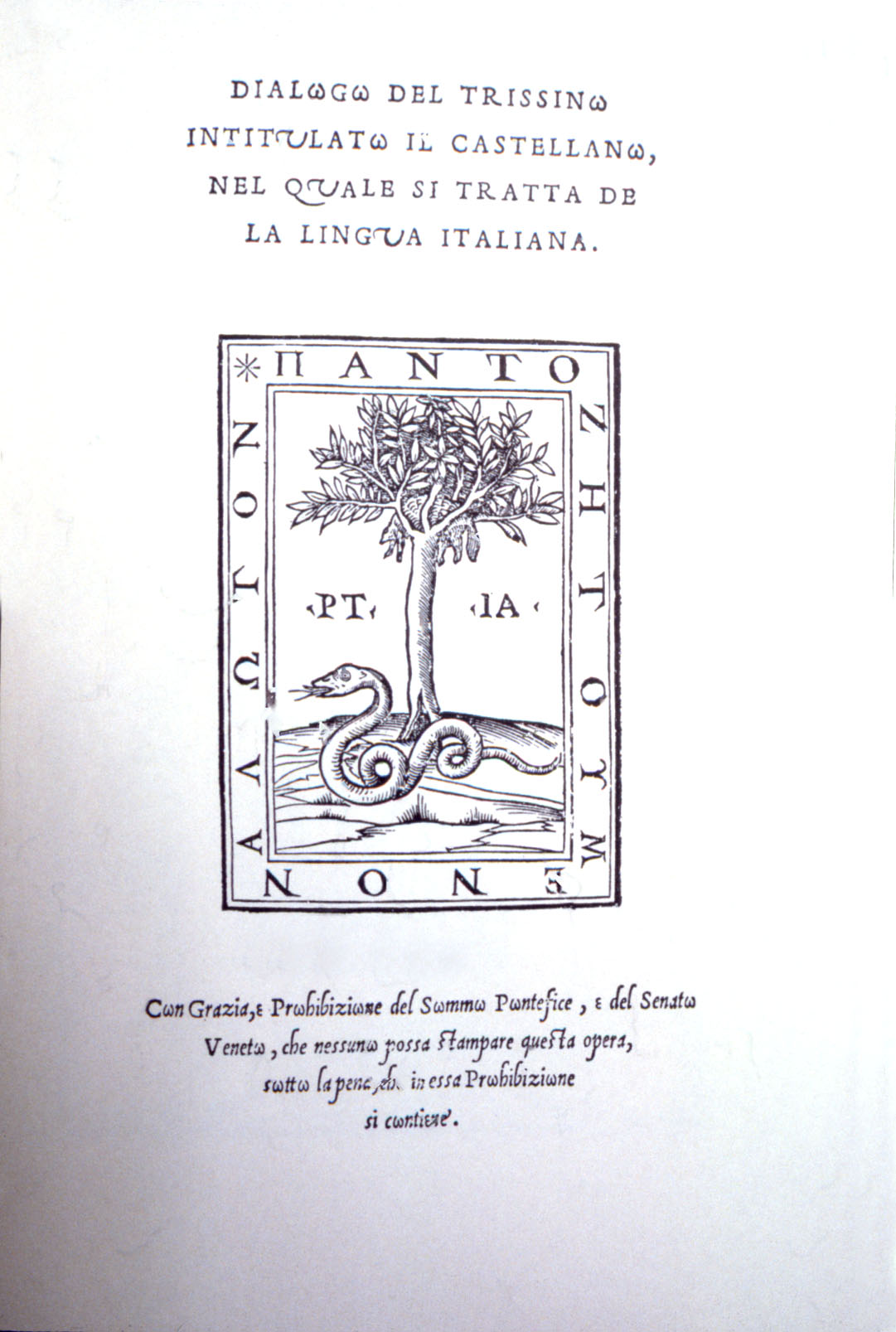
Frontispice du Castellano du Trissin, 1529

Scipione Maffei a donné, en 1729, à Vérone, chez l’imprimeur Vallarsi, une édition des œuvres de Giovan Giorgio Trissino, en 2 volumes, petit in-folio, dont le premier contient ses poésies ; le second, ses écrits en prose. Le tome 1er comprend quatre parties, savoir : le poème de l’Italia liberata ; Sofonisba, tragédie ; i Simillimi, comédie, et les Rime ou pièces diverses. Nous nous arrêterons d’abord à celles-ci, parce qu’on les peut considérer comme de simples essais, dont la plupart ont été composés avant tous les autres ouvrages de l’auteur, ainsi qu’il le déclare lui-même en les adressant au cardinal Ridolfi : La maggior parte furono per me nella mia prima giovinezza composte. Cinquante-neuf sonnets, treize ballades, treize canzoni, trois madrigaux, deux églogues, deux sirventes et un dialogue en quatrains, telles sont ces diverses poésies, toutes assez peu dignes d’exciter notre curiosité, selon Sismondi. On ne pourrait y remarquer en effet que la liberté que le poète a prise dans ses odes ou canzoni, soit de faire des strophes inégales, soit de mêler des vers de sept syllabes à ceux de onze. Certains rigoristes se sont récriés contre ces licences, qui sembleraient aujourd’hui fort pardonnables, si elles étaient rachetées par l’originalité des idées, par la vérité des sentiments ; mais des pièces froidement galantes remplissent la plus grande partie de ce recueil. Quelques autres, adressées aux papes Clément VII et Paul III, aux cardinaux Ridolfi et Farnèse, etc., sont un peu moins fastidieuses, sans être beaucoup plus lyriques. Nous désignerons comme les meilleures de toutes celles qui sont imitées des odes d’Horace : Donec gratus eram tibi, etc. ; Exegi monumentum, etc., et qui ont été insérées dans un recueil assez rare de traductions italiennes de ce poète latin : Odi diverse d’Orazio, Venise, 1605, in-4°. La première édition des Rime du Trissin est de 1529, à Vicence, chez Tolomeo Janicolo, gr. in-8°. Il y a dans l’édition de Maffei quelques morceaux de plus et dix pages de vers latins. Baillet dit que Trissino faisait aussi des vers grecs, et qu’ils ont été conservés dans certains cabinets d’amateurs : mais on n’en a rien publié. Quelques sonnets italiens qui avaient échappé à Maffei ont été mis au jour depuis 1729. Parmi ceux qu’il a recueillis, il en est qui se retrouvent dans les poésies d’un versificateur du 14e siècle, imprimées en 1559 ; mais il y a là probablement quelque erreur de copiste ou d’éditeur. Le Trissin se serait-il attribué, en 1529, de si misérables rimes, s’il n’avait eu le malheur d’en être en effet l’auteur ? C’est à sa Sofonisba qu’il a dû, en 1515, l’éclat de sa réputation poétique. Cependant cette tragédie n’a été imprimée que neuf ans plus tard : la dédicace à Léon X n’accompagnait qu’un manuscrit. La plus ancienne édition est du mois de juillet 1524, à Rome, chez Arrighi, in-4° (cet éditeur réimprima l’ouvrage au mois de septembre). Les éditions suivantes sont de Vicence, 1529, in-4° ; Rome, 1540, in-12 ; Venise, Giolito, 1553, 1562 et 1585, in-12, etc. Le Teatro italiano, publié en 1723, à Vérone (3 vol. in-8°), s’ouvre par la Sofonisba, Mellin de Saint-Gelais l’a traduite en prose française et les chœurs en vers, Paris, Danfrie, 1559, in-8°. Une autre version dans notre langue, par Claude Mermet, parut à Lyon, chez Odet, in-8°, en 1584. Montchrestien, Montreux, Mairet, Pierre Corneille, Lagrange-Chancel et Voltaire, qui ont successivement traité le sujet de Sophonisbe, ont plus ou moins imité le poète italien. La pièce de celui-ci avait été fort louée par le Tasse, qui la jugeait comparable aux chefs-d’œuvre des anciens. Elle est encore plus célébrée dans un discours sur la tragédie, par Niccolò Rossi de Vicence. Il faut, selon Scipione Maffei, avoir le goût dépravé pour n’y point admirer une composition régulière, des sentiments pathétiques, des beautés du premier ordre. Voltaire y reconnaît la première tragédie raisonnable et purement écrite « que l’Europe ait vue après a tant de siècles de barbarie ». Ginguené en donne une analyse exacte, et s’il y mêle quelques observations critiques, s’il regrette que le style n’ait pas toujours assez de noblesse et de gravité, il trouve que la fable est heureusement conduite ; que les incidents naissent les uns des autres ; que les caractères, tous dramatiques, contrastent naturellement entre eux ; que le chœur se montre tel que le veut Horace, et que le dénouement, tout à fait digne d’être qualifié tragique, réunit tout ce qui peut émouvoir la pitié. C’est aussi, aux yeux de Sismondi, la première tragédie régulière, depuis le renouvellement de l’art, ou plutôt c’est la dernière des tragédies de l’antiquité, tant elle est calquée celles d’Euripide ! et si l’on n’y retrouve tout le génie antique, si la noblesse des personnages ne se soutient pas constamment, du moins le poète n’est pas toujours un simple imitateur : il a des mouvements de vraie sensibilité ; il fait répandre des larmes. Mais cette composition célèbre a rencontré aussi des juges plus sévères, parmi lesquels il convient de compter d’abord Alfieri, puisqu’il a mis sur la scène italienne une Sophonisbe nouvelle, qui d’ailleurs n’est pas, de son propre aveu, un de ses chefs-d’œuvre. Andrés et Roscoe n’ont guère vu que des défauts dans celle du Trissin ; l’action leur paraît languissante, le dialogue prolixe, le style bas et sans coloris. Cependant la pièce, malgré ses imperfections, est le principal titre de gloire du poète de Vicence et mérite d’être considérée comme un monument des progrès de l’art ; elle a rouvert à la tragédie la carrière classique, c’est-à-dire celle du bon goût, ou, ce qui revient encore au même, celle de la raison et de la nature. Elle fait époque aussi dans l’histoire particulière la versification italienne, en ce que les vers ne sont pas rimés, excepté quelquefois dans les chœurs et en un fort petit nombre d’autres passages. Cette liberté, reprochée d’abord au poète, est restée à ses successeurs dans le genre dramatique. Ils lui doivent de les avoir affranchis d’un joug sous lequel il s’est fait, en leur langue et dans la nôtre, tant de mauvais vers. Sur les théâtres d’Italie les versi sciolti ont été généralement adoptés, à l’exception des chœurs et des airs. Est-il bien vrai pourtant que le Trissin ait donné le premier exemple des vers libres ? Palla Rucellai lui en fait honneur, et Crescimbeni n’en paraît pas douter. Cependant Quadrio, après avoir dit que telle est l’opinion commune, ajoute qu’elle est contredite par des auteurs qui attribuent cette invention soit à Jacopo Nardi, soit à Sannazar, soit même à Giovanni Rucellai. A l’égard de ce dernier, la lettre de son frère Palla suffit pour l’écarter de cette concurrence. Les vers de Sannazar sont rimés et mêlés seulement de prose, non de vers libres. Il s’en rencontre en effet de tels, au nombre de vingt-trois, servant d’argument à la comédie de l’Amicizia de Jacopo Nardi ; mais cette pièce elle-même est tout entière in terza et parfois in ottava rima. Ainsi, quand elle serait antérieure à la Sofonisba, et quand elle remonterait aux dernières années du 15e siècle, ce qu’Apostolo Zeno conteste à Fontanini, l’idée d’employer les versi sciolti dans tout le cours d’un poème n’en appartiendrait pas moins à Trissino. Il ne manqua pas d’appliquer ce genre de versification à sa comédie des Simillimi, qu’il mit au jour en 1547. En imitant, comme l’ont fait plusieurs autres poètes, les Ménechmes de Plaute, il y introduisait des chœurs, à la manière d’Aristophane, se conformait scrupuleusement aux règles antiques et faisait toutefois dans les noms et les mœurs les changements que réclamaient les temps modernes ; mais il n’avait point emprunté la force comique du poète latin, et cette comédie est restée, s’il faut l’avouer, bien médiocre. Elle fut imprimée avec une dédicace au cardinal Farnèse, à Venise, in-8°, en 1547 et 1548 ; c’est une seule et même édition. On en cite une de Vicence, du même format et de la même année. Nous n’en connaissons pas d’autres, sinon dans les œuvres complètes de l’auteur. Il publiait en même temps son poème de l’Italia liberata da Gotti ; savoir, en 1547, les neuf premiers chants, à Rome, chez Dorici, avec une dédicace à Charles Quint ; en 1548, les neuf livres suivants ; puis les neuf derniers à Venise, chez Gianicolo : ce sont trois volumes in-8° devenus rares. Au premier doit être joint un plan du camp de Bélisaire ; au deuxième, un plan de Rome : l’un et l’autre gravés sur bois. Ce poème n’a été réimprimé qu’en 1729, époque où il reparut, tant dans le recueil des ouvrages de Trissino que dans l’édition particulière donnée par Annibale Antonini, Paris, Briasson, 3 vol. in-8°. Une autre a été publiée à Livourne (sous le nom de Londres), en 1779, 3 vol. in-12. On a longtemps recherché les exemplaires non cartonnés de l’édition originale. Les autres en diffèrent par le changement de trois vers, à la page 127 du tome 2, de deux mots à la page 228 et par le retranchement de trente vers à la page 131. Fontanini et après lui beaucoup d’autres biographes ont prétendu que la cour de Rome avait exigé ces corrections, parce qu’elle se trouvait offensée de quelques traits satiriques sur les papes du Moyen Âge, et Roscoe a jugé à propos de publier une copie de ces trente-trois vers du seizième chant ; mais nous croyons devoir observer qu’ils sont dans l’édition de Vérone, donnée en 1729, avec approbation et privilège. D’ailleurs il y aurait eu, comme l’a remarqué Zeno, bien d’autres modifications à faire à ce poème, si on l’avait soumis réellement au genre de censure que Fontanini et Roscoe supposent qu’il a subi. Le Trissin n’a éprouvé, de la part des pontifes éclairés qui régnaient de son temps, aucune disgrâce, aucun reproche pour avoir tracé librement et aussi énergiquement qu’il le pouvait faire le tableau des abus et des scandales que lui offrait l’histoire de leurs prédécesseurs. Le malheur de son poème est d’avoir peu fixé l’attention de son siècle et de la postérité. Il avait mis plus de vingt ans à le composer et croyait y avoir transporté toutes les beautés des chefs-d’œuvre poétiques de la Grèce et de Rome, dont il avait fait tout exprès, disait-il, une étude particulière. Mais avant 1590 l’Italia liberata était déjà presque plongée dans l’oubli. Il y a, écrivait le Tasse, qui pourtant louait ce poème, il y a bien peu de gens qui en fassent mention et encore moins qui le lisent : Mentovato da pochi, letto da pochissimi. On s’en est fort peu occupé dans tout le cours du 17e siècle. Rapin s’est contenté d’y remarquer « une espèce d’imitation de l’Iliade » ; mais, en 1708, Gravina y trouve d’heureux emprunts, des inventions ingénieuses, un style pur et sage (casto e frugale), en un mot un véritable poème épique. Crescimbeni est moins indulgent : il reproche au Trissin les minutieux détails et les descriptions ridicules ou même ignobles dont il a rempli son ouvrage. Cette critique serait justifiée surtout par le morceau du troisième chant que Voltaire a cité et traduit. Voltaire juge néanmoins que le plan est sage et régulier, et il ajoute que « l’ouvrage a réussi », ce qui nous paraît un peu démenti par cet espace de cent quatre-vingt-un ans durant lesquels il n’a pas été une seule fois réimprimé. La Harpe dit avec plus de justesse que la nature avait refusé au chantre trop faible de l’Italie délivrée le beau feu qui animait ces anciens poètes dont il se vantait de suivre les traces. Il n’avait emprunté d’eux, suivant Andrés, qu’une méthode exacte et régulière, et ce n’était pas à son imagination froide et stérile qu’il était réservé de reproduire l’antique épopée. Ginguené, après un examen détaillé de toutes les parties de ce poème, conclut qu’il est ennuyeux, languissant et illisible. On l’a déclaré depuis l’un des plus mauvais qui aient jamais paru en aucune langue (Littérat. du Midi, t. 2, p. 99). C’est le plus triste et le plus fastidieux qui existe, au dire de Roscoe, qui en trouve le style rampant et le plan vicieux. Quelque rigoureux que soient ces jugements, il est difficile d’en porter d’autres quand on s’est donné la peine de lire les vingt-sept chants de l’Italie délivrée des Goths. Elle est aussi en vers non rimés, et c’est pour cela peut-être qu’elle plaisait tant à Gravina, mortel ennemi de la rime. Toutefois les versi sciolti, admis au théâtre, dans les poèmes didactiques et en plusieurs autres genres, ne l’ont point été dans l’épopée : l’ottava rima s’est maintenue en possession de ces grandes compositions. De Thou assure que l’invention des vers libres n’a pas réussi au Trissin : c’est trop dire, puisqu’ils ont prospéré dans sa Sofonisba ; mais il se peut que l’emploi qu’il en fait dans l’Italia liberata ait contribué au mauvais succès de cette œuvre, quoique à vrai dire elle ne fût digne, à aucun égard, d’être mieux accueillie. Le projet de la refaire en vers rimés a été conçu, on ne sait par quels oisifs, au commencement du 18e siècle, à ce que rapportent Crescimbeni et Quadrio. Ils étaient vingt-sept et devaient rimer chacun un chant : ils ont eu la sagesse ou le bonheur d’abandonner cette entreprise. Entre les ouvrages écrits par Trissino en prose italienne, les premiers dans l’ordre chronologique sont une harangue au doge de Venise Andrea Gritti, imprimée à Rome, en 1524, in-4° ; les portraits des plus belles femmes d’Italie, et une épître sur la conduite que doit tenir une veuve. Les portraits, publiés aussi en 1524, in-4°, à Rome, y ont eu une seconde édition, du même format, en 1531. L’auteur y fait mention de la jeune Bianca Trissina de Vicence, qui devint sa seconde épouse en 1526, quelque temps après la composition de ce livre. La veuve à laquelle l’épître est adressée est Margherita Pia Sanseverina. Cette pièce, dont la première édition est encore de 1524, à Rome, in-4°, a été réunie aux deux articles précédents, à la Sofonisba et à une canzone, dans un volume in-8°, imprimé à Venise, chez Penzio, en 1530, et reproduit chez Bindoni, en 1549. En se reportant de nouveau à 1524, on trouve la première édition, donnée à Rome, chez Arrighi, in-4°, d’une épître à Clément VII sur les lettres qu’il convient d’ajouter à l’alphabet italien. Il y a deux systèmes généraux d’orthographe moderne : l’un tend à conserver les traces de l’étymologie, l’autre à représenter la prononciation. Les Italiens du 16e siècle adoptaient ce second système, et pour mieux contribuer à l’établir, le Trissin proposait d’abord de distinguer l’è ouvert de l’é fermé, qui est en effet une autre voix ou voyelle. Il écrivait l’é fermé par l’e ordinaire, et le premier par l’epsilon grec ε. Il employait ensuite l’oméga ω pour l’ô grave ou long, et l’o simple pour le bref ou l’aigu. Il voulait encore qu’on distinguât les deux prononciations ou valeurs de z par l’emploi du z simple et du zêta ζ ; celles de s par s et ʃ. Enfin il demandait qu’on ne confondît plus les voyelles i et u avec les consonnes j et v. Cette dernière réforme est la seule que les Italiens aient admise, et c’est au Trissin qu’ils la doivent. En vain, pour accréditer les autres, il les fit exécuter dans l’impression de sa Sofonisba et de ses divers ouvrages. Ces innovations n’eurent pas d’imitateurs et furent vivement attaquées par des littérateurs alors renommés, Agnolo Firenzuola, Niccolò Liburnio, Lodovico Martelli, Claudio Tolomei ; elles n’eurent guère qu’un seul apologiste, Vincenzo Orlandini, de Pérouse. La lettre à Clément VII, où elles avaient été proposées, eut une seconde édition, en 1529, à Vicence, chez Tolomeo Gianicolo, in-4°, faite, est-il dit, avec les caractères inventés par l’auteur. Cette note, qui s’est appliquée à des éditions de ses autres livres, induirait en erreur si l’on en concluait qu’il a imaginé, dessiné de nouveaux caractères typographiques : il ne s’agit que des réformes orthographiques, dont il voulait offrir l’exemple. En 1529, il fit imprimer, par le même Gianicolo, les Dubbii grammaticali, in-fol. la Grammatichetta, in-4° ; le Castellano, in-4° ; les quatre premières parties (divizioni) d’une poétique, in-fol. et en ce même format la traduction italienne du livre du Dante sur l’éloquence ou la langue vulgaire. Dans ses doutes de grammaire, il soutient et développe son système d’orthographe et s’applique à prouver que l’alphabet latin ne suffit pas pour toutes les voyelles et toutes les consonnes que les Italiens prononcent. La Grammatichetta ne se borne point à cette controverse : elle présente des notions élémentaires sur les noms, les verbes et les autres espèces de mots dont le langage se compose. Le principal object du dialogue intitulé il Castellano est de montrer que la langue d’Italie doit s’appeler italienne et non pas florentine ou toscane, comme l’ont voulu divers littérateurs du même siècle. Le titre de Châtelain, imposé à cet opuscule, était une sorte d’hommage à Giovanni Rucellai, alors gouverneur du Château Saint-Ange, et il suit de là que c’est un livre écrit avant 1529, même avant 1525, date de la mort de Rucellai, qui, d’une autre part, n’a gouverné ce château qu’après 1521 : tel est l’intervalle dans lequel ce dialogue a été adressé à Cesare Trivulzio. En faisant cet envoi, le Trissin prenait le nom d’Arrigo Doria ; il ne se nomme lui-même qu’en troisième personne dans le cours du livre. Il y en a une seconde édition, faite en 1583, chez Mamarelli, à Ferrare, in-8°. Après avoir publié les quatre premières divisions de sa poétique, Trissino en composa une cinquième et une sixième, qui n’ont pas vu le jour de son vivant, mais seulement en 1562 ou 1563, à Venise, chez Arrivabene, in-4° ; et à Vicence, en 1580, même format. On a peu parlé de cet ouvrage, qui est néanmoins le plus étendu que l’auteur ait écrit en prose : il y traite du style poétique, des rimes et de la versification ; de divers genres de petits poèmes, tels que les sonnets, les ballades, les canzoni, les sirventes, puis de la comédie et la tragédie, du poème didactique et de l’épopée. Les vues générales n’y sont pas très-élevées, ni très-profondes ; mais les détails ont de la précision, et ce recueil d’observations et d’examples ne se lit pas sans intérêt et sans fruit. Le Trissin a rendu aussi un service aux lettres en faisant connaître, par une traduction, un livre du Dante dont le texte n’avait pas été encore imprimé. On crut d’abord que Trissino était le véritable auteur de l’ouvrage, et ensuite on prétendit qu’il n’en était pas même le traducteur, que Dante l’avait écrit à la fois en latin et en italien. Cette question s’est éclaircie en 1577, par la publication du texte : la version resta au Trissin et fut réimprimée à Ferrare en 1583, in-8°. Maffei, en l’insérant dans les œuvres complètes du traducteur l’a rapprochée du latin. On vient de voir qu’en 1529 Trissino avait, en très-grande partie, vidé son portefeuille : de là jusqu’en 1540 il n’a publié aucune production nouvelle ; mais on connaît quatre lettres écrites par lui dans cet intervalle : la première est adressée, en 1531, François de Gragnuola ; la deuxième, datée de Cricoli et du 5 mars 1537, est insérée dans la Descrizione di tutta l’Italia de Leandro Alberti. Elle contient les renseignements qu’Alberti avait demandés sur la grotte ou carrière de Costozza, au territoire vicentin. Elle n’a point été recueillie par Maffei, non plus que deux lettres de 1538, au duc de Ferrare, Hercule II, qui se conservent dans les archives et que Tiraboschi a fait connaître ; elles sont orthographiées selon le système de l’auteur. Par l’une, il s’excuse d’avoir manqué de se rendre à Ferrare ; sa goutte et ses infirmités l’en ont empêché. La deuxième nous apprend que le duc l’avait consulté sur le choix d’un précepteur à donner au jeune prince son fils ; Trissin répond en indiquant Buonamici, Romolo Amaseo, Battista Egnazio, Pierio Valeriano et Bartolommeo Ricci, qui fut en effet choisi. Ce que Trissino a mis au jour en 1540 est un opuscule latin intitulé Grammatices introductionis liber primus, Vérone, chez Puteletto, in-12, mince abrégé de grammaire latine, rempli aux trois quarts de déclinaisons et de conjugaisons. Dans le cours des dix années suivantes, nous n’aurions d’autres écrits en prose à indiquer ici que les dédicaces des Simillimi de l’Italia liberata ; les lettres écrites en 1548, à l’occasion de ce dernier poème, à l’empereur Charles Quint et au cardinal Madruzzo, et deux lettres latines à Jacopo Sadoleto, insérées p. 258 et 259 du tome 4 (in-4°) du catalogue de Pietro Antonio Crevenna, à qui Giovanni Antonio et Gaetano Volpi en avaient envoyé une copie : elles ne sont point datées ; mais on voit qu’elles sont écrites après la perte du procès, en 1549. Crevenna a pareillement publié (ibid., p. 254-258) six sonnets du Trissin, qui presque tous étaient restés inédits jusqu’en 1775 ; mais le plus remarquable avait paru depuis cent ans, dans la Biblioteca volante de Cinelli ; c’est celui où le poète se plaint de son fils et de ses juges. Voilà quels sont ses ouvrages connus : le Vicentin Michel-Angelo Zorzi en désigne plusieurs autres, manuscrits ou imaginaires, qu’il intitule Orazioni (on n’a publié que la harangue à Gritti ; le Trissin en a publié plusieurs autres) ; — Dialoghi diversi (Maffei ne donne qu’un seul dialogue, savoir le Castellan ; mais les portraits sont aussi en forme d’entretien) ; — la Retorica ; — la Correzione della tragedia Rosmunda (on sait qu’en effet Trissino avait été prié de revoir cette tragédie de son ami Rucellai) ; — la Base del cristiano ; — il Frontespicio ed il capitello della vita umana ; — la Colonna della republica ; — Commento delle cose d’Italia ; — Rerum vicentinarum compendium, avec cette note à la fin : Hæc scripsi post depopulationem urbis Romæ (1527) dum legatus eram apud Remp. Venetam pro Clemente VII. P. M. Zorzi a examiné ce dernier opuscule et l’a trouvé trop déplorable pour être attribué au Trissin. D’autres le font auteur d’un traité italien d’architecture, d’un traité latin du libre arbitre, etc. En général, et si l’on excepte Trajano Boccalini, les auteurs italiens ont parlé avec estime du caractère, des talents et des ouvrages de Trissino. Cependant Baillet et Apostolo Zeno ont observé que les académiciens florentins ont eu contre lui quelques mouvements de jalousie ou d’animosité : sa réputation, un peu exagérée peut-être par Rucellai, par Giraldi, par Varchi, les divers hommages qu’il recevait de toutes parts et le succès éclatant de sa Sofonisba pouvaient leur porter ombrage ; ils ne le voyaient pas sans déplaisir ouvrir des carrières nouvelles, proposer des innovations grammaticales et s’efforcer d’ôter à la langue le nom de leur patrie, qui jusqu’alors avait eu le droit de se croire la métropole de la littérature italienne. Mais cette rivalité même lui était honorable, et elle a pu, de son temps, accroître sa célébrité, qui, à vrai dire, s’est depuis soutenue par tradition plutôt que par la lecture et l’admiration immédiate de ses poèmes. Si on ne peut plus guère le compter au nombre des hommes de génie, du moins il conserva toujours un rang distingué parmi ceux qui ont donné une heureuse direction à la littérature moderne.

## Linguistique
Trente ans après Antonio de Nebrija, mais 30 ans avant Ramus, Trissino propose en 1524 une réforme de l'alphabet italien par laquelle certaines formes de lettres deviennent des lettres à part entière :
- les deux formes existantes de I deviennent les deux lettres i et j, avec comme majuscules correspondantes I et J ;
- les deux formes existantes de V deviennent les deux lettres u et v, avec comme majuscules correspondantes U et V.

Trissino propose également, avec moins de succès cette fois, d'utiliser :
- les deux formes du Z, z et ꝣ (qui évoluera en ç), avec comme majuscules Z et Ꝣ ;
- les deux formes de E, e et ɛ (emprunt de l’epsilon grec ε), avec les majuscules E et Ɛ ;
- la lettre ꞷ (emprunt de l’oméga grec ω), avec la majuscule Ꞷ[9].

## Le dramaturge
Il composa pour le pape Léon X la tragédie Sofonisba. Il y eut d'abord une lecture publique devant le pape, puis une publication (1524). Le sujet est puisé chez Tite-Live. La pièce fut représentée à Blois. Les rôles étaient tenus par Élisabeth de France, Claude de France et Marie Stuart. Une seconde représentation eut lieu à la cour. Gilles Corrozet la publia en 1559 (imprimeur Philippe Danfrie).

## Œuvres
Les principaux ouvrages de Gian Giorgio Trissino  sont : 
- l'Italie délivrée des Goths par Bélisaire, poème épique ;
- la comédie de Ménechmes ;
- la tragédie de Sophonisbe (1515) ;
- outre des sonnets et des canzones.
- Epistola de la vita che deve tenere una donna vedova a été traduite par Marguerite de Cambis.

Ses Œuvres complètes ont été publiées à Vérone, 1729, 2 volumes petit in-fol.
Le Trissin n'est bien connu que comme auteur de la première tragédie régulière et comme ayant été des premiers à employer les versi sciolti ou vers non rimés. Sa Sophonisbe a été plusieurs fois traduite en français et imitée par Mairet, Corneille, Voltaire et Alfieri.

## Sources
- Marie-Nicolas Bouillet  et Alexis Chassang (dir.), « Gian Giorgio Trissino » dans Dictionnaire universel d’histoire et de géographie, 1878 (lire sur Wikisource)
- « Trissino (Giovan-Giorgio) », dans Louis-Gabriel Michaud, Biographie universelle ancienne et moderne : histoire par ordre alphabétique de la vie publique et privée de tous les hommes avec la collaboration de plus de 300 savants et littérateurs français ou étrangers, 2e édition, 1843-1865 [détail de l’édition]

Nous avons, dans le cours de cet article, nommé les écrivains qui, en des livres d’histoire littéraire, ont publié des notices sur sa vie et sur ses ouvrages : Crescimbeni, Quadrio, Fontanini et Apostolo Zeno, Domenico Maria Manni, Tiraboschi, Niceron (t. 29, p. 104-119), Voltaire, Ginguené, Sismondi, etc. Nous indiquerons de plus Tomasini (Illustr. viror. elogia, t. 2, p. 47) ; Ghilini (Teatro d’uomini letterati, t. 1er, p. 108) ; Mic.-Ang. Zorzi, p. 398-448 du tome 3 de la Raccolta d’opuscoli scientifici, etc.) ; Pier Filip. Castelli, auteur d’une vie du Trissin, imprimée en 1753, à Venise ; Angiolgabriello di Sta Maria (p. 249-272 du tome 3 des Scrittori vicentini). Les notices placées, en 1729, à la tête des œuvres de ce poète sont trop succinctes ; mais on y trouve son portrait, qui se rencontre aussi dans les éloges de Tomasini, dans le tome 1er de la Galleria di Minerva, et qui a été gravé d’après l’original peint par Giovanni Bellini.